# Ben van Zelst
Ben van Zelst (* 18. November 1961) ist ein ehemaliger niederländischer Triathlet und Ironman-Sieger (1992, 1993).

## Werdegang
Ben van Zelst wurde 1988 nationaler Meister auf der Triathlon-Langdistanz (3,86 km Schwimmen, 180,2 km Radfahren und 42,195 km Laufen).

1991 wurde er Triathlon-Europameister auf der Langdistanz mit seinem zweiten Sieg beim Almere-Triathlon.
1992 war er Sieger der Erstaustragung des Ironman auf Lanzarote und konnte das Rennen auf der Kanarischen Insel auch im folgenden Jahr für sich entscheiden.

Er konnte sich mehrfach für einen Startplatz beim Ironman Hawaii qualifizieren und erreichte seine beste Platzierung bei der Weltmeisterschaft mit seinem achten Rang im Jahr 1991.
1994 erklärte er seine aktive Zeit für beendet.
Ben van Zelst ist verheiratet mit der Triathletin Irma Zwartkruis (Vize-Europameisterin 1986, 1988, 1989).

## Sportliche Erfolge
| Datum/Jahr    | Rang | Wettbewerb                                         | Austragungsort   | Zeit     | Bemerkung                                               |
| ------------- | ---- | -------------------------------------------------- | ---------------- | -------- | ------------------------------------------------------- |
| 30. Okt. 1993 | 11   | Ironman Hawaii                                     | Hawaii           | 08:35:23 |                                                         |
| 29. Mai 1993  | 1    | Ironman Lanzarote                                  | Playa del Carmen | 09:01:43 |                                                         |
| 1993          | 2    | Almere-Triathlon                                   | Almere           | 08:18:20 | persönliche Bestzeit                                    |
| 15. Okt. 1992 | 11   | Ironman Hawaii                                     | Hawaii           | 08:40:51 |                                                         |
| 4. Juni 1992  | 1    | Ironman Lanzarote                                  | Playa del Carmen | 09:01:30 | Sieger bei der Erstauflage                              |
| 19. Okt. 1991 | 8    | Ironman Hawaii                                     | Hawaii           | 08:49:51 |                                                         |
| 1991          | 1    | ETU Long Distance Triathlon European Championships | Almere           | 08:25:30 | Europameister auf der Langdistanz beim Almere-Triathlon |
| 15. Okt. 1990 | 14   | Ironman Hawaii                                     | Hawaii           | 09:06:42 |                                                         |
| 1990          | 2    | Almere-Triathlon                                   | Almere           | 08:40:19 |                                                         |
| 1989          | 4    | Almere-Triathlon                                   | Almere           | 08:40:16 |                                                         |
| 1988          | 1    | Almere-Triathlon                                   | Almere           | 08:35:13 | Nationaler Meister                                      |
| 1987          | 3    | Almere-Triathlon                                   | Almere           | 09:15:47 |                                                         |

(DNS – Did Not Finish)